# Elizabeth Patterson Bonaparte
Elizabeth Patterson Bonaparte (6 tháng 2 năm 1785 – 4 tháng 4 năm 1879) là một nhà hoạt động xã hội người Mỹ. Bà là con gái của William Patterson, một thương gia giàu có ở Baltimore. Năm 18 tuổi, bà kết hôn với Jérôme Bonaparte, em trai út của Đệ nhất Tổng tài Pháp Napoleon Bonaparte, sau là Hoàng đế Napoleon I của Đệ Nhất Đế chế Pháp.
Cuộc hôn nhân của bà với Jérôme bị Napoleon Bonaparte kịch liệt phản đối, vì nó không có lợi cho địa vị chính trị của Nhà Bonaparte, Napoleon đã dùng quyền lực để thuyết phục Giáo hoàng Piô VII huỷ bỏ công nhận cuộc hôn nhân này, nhưng giáo hoàng đã từ chối, vì thế ông đã đơn phương tuyên bố không thừa nhận theo sắc lệnh của Hoàng gia Pháp. Hai vợ chồng Jérôme bất chấp lệnh cấm của anh trai đã đi từ Mỹ về Pháp, khi đó Elizabeth đang mang thai. Hoàng đế Napoleon ra lệnh cấm Elizabeth vào lãnh thổ của Pháp, vì thế bà đã đến Anh và sinh con tại đây rồi trở về Mỹ, còn Jérôme thì ở lại Pháp, chấp nhận hôn sự do anh trai Napoleon thu xếp và trở thành vua của Vương quốc Westphalia. Kể từ đó, Elizabeth không bao giờ gặp lại chồng mình nữa. Con cháu của họ trở thành nhánh phụ hệ của Hoàng tộc Bonaparte ở Mỹ và vẫn còn tồn tại đến tận này nay.
Cháu nội của bà và Jérôme, Charles Joseph Bonaparte là thành viên trong Nội các của Tổng thống Theodore Roosevelt với vai trò là Bộ trưởng Tư pháp và Bộ trưởng Hải quân, chính ông cũng là người lập ra Cục điều tra của Bộ Tư pháp, sau được đổi tên thành Cục Điều tra Liên bang (FBI).